# Roncus boneti tarbenae
Roncus boneti turbenae es una subespecie de arácnido del orden Pseudoscorpionida de la familia Neobisiidae.

## Distribución geográfica
Se encuentra en España.